# Ike Willis
Ike Willis (* 14. listopadu 1955) je americký rockový kytarista a zpěvák, známý především jako člen doprovodné skupiny Franka Zappy, se kterým nahrál osm studiových a několik koncertních alb. Vydal i dvě sólová alba.

## Diskografie

### Sólová
| Rok  | Název                       | Label          |
| ---- | --------------------------- | -------------- |
| 1988 | Should'a Gone Before I Left | Enigma Records |
| 1998 | Dirty Pictures              | Muffin Records |

### Frank Zappa
| Rok  | Název                                           | Label                   |
| ---- | ----------------------------------------------- | ----------------------- |
| 1979 | Joe's Garage Act I                              | Zappa Records           |
| 1979 | Joe's Garage Acts II & III                      | Zappa Records           |
| 1981 | Tinseltown Rebellion                            | Barking Pumpkin Records |
| 1981 | Shut Up 'n Play Yer Guitar                      | Barking Pumpkin Records |
| 1981 | Shut Up 'n Play Yer Guitar Some More            | Barking Pumpkin Records |
| 1981 | Return of the Son of Shut Up 'n Play Yer Guitar | Barking Pumpkin Records |
| 1981 | You Are What You Is                             | Barking Pumpkin Records |
| 1982 | Ship Arriving Too Late to Save a Drowning Witch | Barking Pumpkin Records |
| 1983 | The Man from Utopia                             | Barking Pumpkin Records |
| 1984 | Them or Us                                      | Barking Pumpkin Records |
| 1984 | Thing-Fish                                      | Barking Pumpkin Records |
| 1985 | Frank Zappa Meets the Mothers of Prevention     | Barking Pumpkin Records |
| 1986 | Does Humor Belong in Music?                     | EMI                     |
| 1988 | Guitar                                          | Barking Pumpkin Records |
| 1988 | You Can't Do That on Stage Anymore, Vol. 1      | Rykodisc                |
| 1988 | Broadway the Hard Way                           | Barking Pumpkin Records |
| 1989 | You Can't Do That on Stage Anymore, Vol. 3      | Rykodisc                |
| 1991 | The Best Band You Never Heard in Your Life      | Barking Pumpkin Records |
| 1991 | Make a Jazz Noise Here                          | Barking Pumpkin Records |
| 1991 | You Can't Do That on Stage Anymore, Vol. 4      | Rykodisc                |
| 1992 | You Can't Do That on Stage Anymore, Vol. 6      | Rykodisc                |